# 科樂美

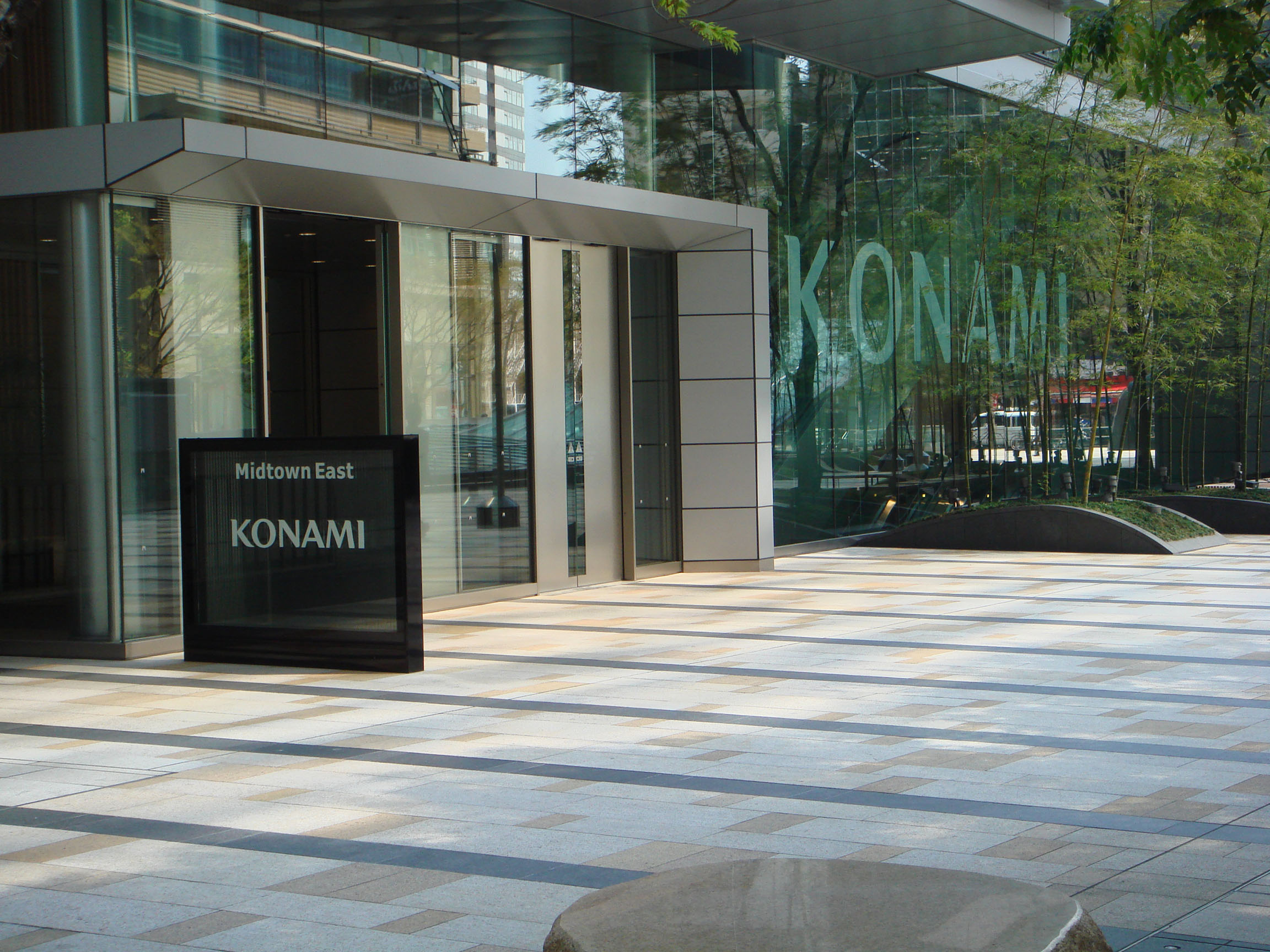
原東京中城科乐美總部入口

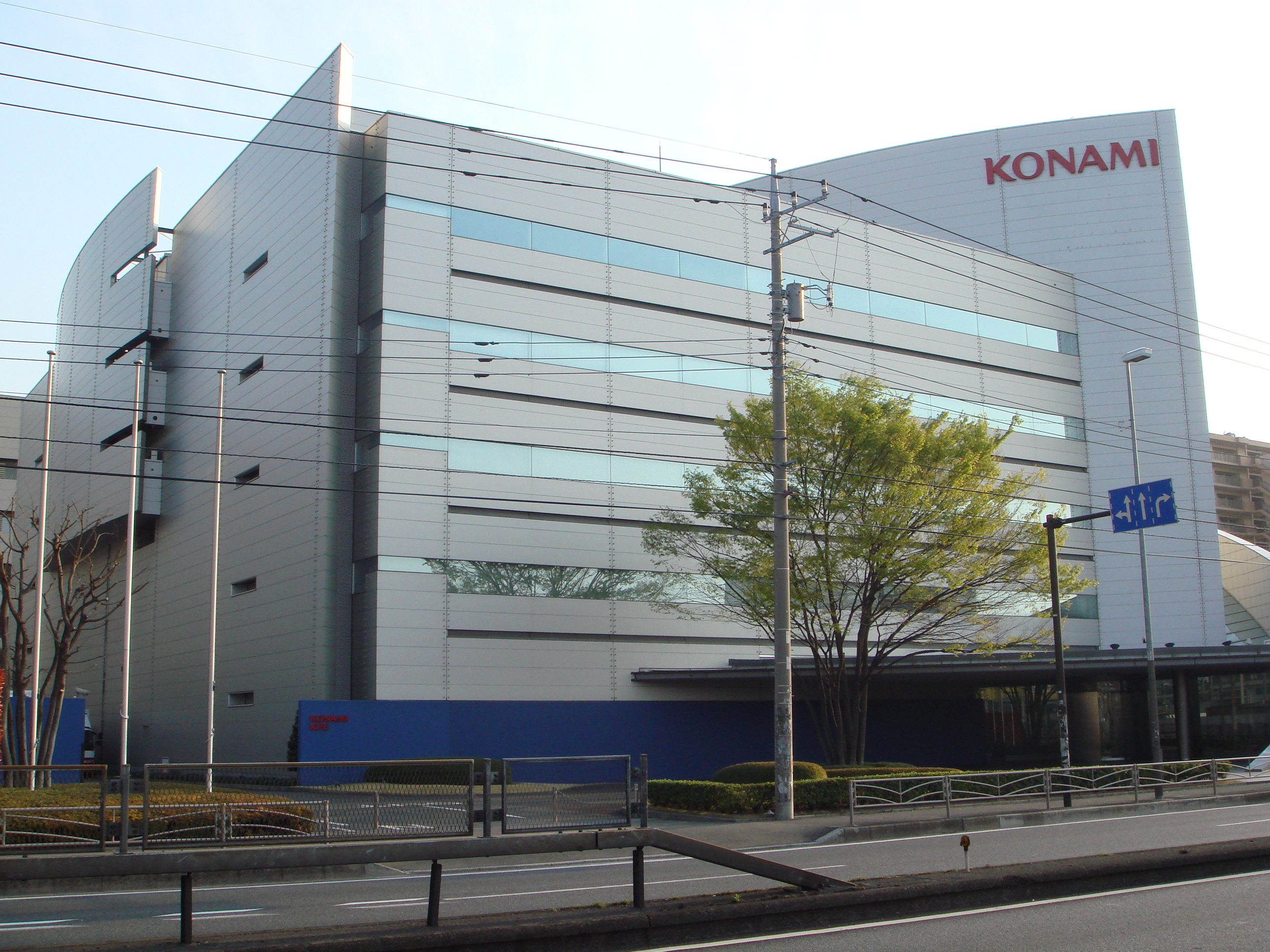
科乐美神奈川事業所

科樂美（日语：コナミ），是日本的跨國娛樂事業公司，主要業務為电子游戏制作及發行，于1969年3月21日在大阪府成立，目前总部设在东京都。

## 概要
“KONAMI”一名来自科樂美創辦人上月景正、仲真良信、宮迫龍雄的各自姓氏的前兩個英文字母〔KOuzuki（上月）、NAkama（仲真）、MIyasako（宮迫）〕，一說“MI”来自科樂美另外兩位創辦人田擴、石原祥吉的各自姓氏的前兩個英文字母〔Matsuda（松田）、Ishihara（石原）〕。“科乐美”是“KONAMI”的官方中文譯名，舊譯“柯纳米”等；在臺灣1980年代至1990年代初期，亦譯作“科拿米”。在啟用「科乐美」一名之前，科乐美曾经一度以「可乐美」为官方中文譯名；但是由于「可乐美」一名容易使科乐美被误会成可口可乐公司关系企业，科乐美決定以「科乐美」为官方中文譯名。另外，其實“KONAMI”的日文漢字是“小波”，但這樣會與《天線寶寶》裡的“小波”造成混淆；為了不涉及版權問題，故翻譯成“科樂美”。
科乐美的游戏产品涉及街机、电子游戏机、掌机等多个领域，其作品几乎在所有主流游戏类型上都有经典人气大作，例如《沉默之丘》、《恶魔城》、《魂斗罗》、《赤色要塞》、《胜利十一人》、《宇宙巡航艦》、《沙羅曼蛇》、《兵蜂》、《實況野球》、《潛龍諜影》等。在传统电子游戏陷入发展瓶颈的1990年代中期，科乐美又创造性的开创了音乐类游戏，例如《勁爆熱舞》等。科樂美偶會把獲得授權的動漫作品改編成遊戲軟體，如《網球王子》(GBA版)即是一例。
科乐美的游戏中经常藏有秘技，例如著名的科樂美秘技“上上下下左右左右BA”在很多作品中都有出现。
- 1969年3月21日，上月景正在大阪府豐中市創立「企業社」（エンタプライズ社），從事點唱機（jukebox）的修理與租賃。
- 1973年3月19日，企業社改名為「科樂美工業株式會社」（コナミ工業株式会社），英文全名為「Konami Industry Co., Ltd.」，總部仍設於大阪府豐中市。
- 1978年，科樂美工業發售第一台使用CPU的大型電玩《超級破壞者》（スーパーデストロイヤー）。
- 1980年至1982年，科樂美工業接受世嘉企業（セガ・エンタープライゼス，即今世嘉公司）全權委託製造與販賣從日本出口至美國的產品。
- 1980年5月，科樂美工業總部遷至大阪府豐中市庄內榮町。
- 1981年3月，科樂美工業啟用以「K」字右下端向上彎的直立「Konami」字樣為商標。
- 1982年3月，科樂美工業總部遷至大阪府大阪市北區梅田大阪站前第4大樓（大阪駅前第4ビル）。
- 1982年11月，科樂美工業在美國洛杉磯成立科樂美美國公司（Konami of America, Inc.）。
- 1984年5月，科樂美工業在英國成立科樂美英國公司（Konami Ltd.）。
- 1984年10月，科樂美工業在大阪證券交易所新2部股票上市。
- 1984年12月，科樂美工業在西德（現德國）成立科樂美德國公司（Konami GmbH）。
- 1986年8月，科樂美工業導入企業識別（CI），啟用以橘色與紅色的兩個波浪形意象為主體的第二代商標，「Konami」字樣改為全部大寫的斜體「KONAMI」字樣，總部遷至兵庫縣神戶市港灣人工島。
- 1988年6月，科樂美工業在東京證券交易所第2部股票上市。
- 1988年8月，科樂美工業在東京證券交易所第1部與大阪證券交易所第1部股票上市。
- 1991年6月，科樂美工業改名為「科樂美株式會社」（コナミ株式会社），英文全名為「Konami Co., Ltd.」。
- 1992年6月，科樂美在東京都港區虎之門設立東京本社，以位於兵庫縣神戶市的總部為神戶本社。
- 1993年4月，科樂美總部功能遷至東京本社，但仍以神戶本社為登記總部。
- 1994年9月，科樂美在香港成立科樂美香港公司（Konami (Hong Kong) Limited）。
- 1995年，科樂美消費性電子遊戲軟體開發部門開始子公司化。
- 1995年1月17日，日本發生阪神大地震，科樂美神戶本社受損。
- 1997年11月，科樂美在新加坡證券交易所股票上市。
- 1998年，科樂美第二代商標的字體改為全部大寫的直立「KONAMI」字樣，與第二代商標的兩個波浪形意象組成科樂美第三代商標。
- 1998年6月，科樂美海外事業部副部長樋川貴彥與科樂美海外事業部專員王子傑訪問台灣，尋找合作發行軟體的夥伴，合作項目包括軟體中文化。[3]
- 1998年10月20日台灣時間下午，科樂美部長永田本與台灣連鎖漫畫專賣店經營者捷比漫畫圖書【後改名捷比漫畫科技（JB Comic Technology Inc.[4]），現已解散[5]】總經理曾慶松簽約，捷比漫畫圖書成為科樂美精品世界（こなみるく）台灣代理商，科樂美精品世界進駐捷比漫畫圖書旗下「捷比漫畫便利屋」（JB Comic Fun House）各分店，胡龍雲主持簽約儀式。[6][7][8] 捷比漫畫圖書發展部經理高忠立說，科樂美精品世界直接從日本進口《純愛手札》、《純愛騎士》、《桃天使》、《大盜五右衛門》與《惡魔城》等系列授權商品，而以《純愛手札》為主力。[9]
- 1999年9月，科樂美在倫敦證券交易所股票上市。
- 1999年12月，科樂美登記總部改為東京本社，地址為東京都港區虎之門4丁目3番1號。
- 2000年6月，科樂美在中國上海成立「Konami Software Shanghai, Inc.」。
- 2000年7月，科樂美英文全名「Konami Co., Ltd.」改為「Konami Corporation」，科樂美投資株式會社特佳麗（株式会社タカラ）。
- 2001年5月29日，科樂美投資Success（株式会社サクセス）。
- 2001年7月26日，科樂美投資Hudson Soft（株式会社ハドソン）。
- 2002年1月，科樂美投資元氣株式會社（元気株式会社）。
- 2002年8月，科樂美總部遷至東京都千代田區丸之內2丁目4番1號。
- 2002年9月，科樂美在紐約證券交易所以美國存託憑證方式股票上市。
- 2003年4月1日，科樂美啟用Landor Associates設計的以紅色為主要顏色的第四代商標，慶祝30周年（從1973年3月19日起算）。
- 2005年3月31日，科樂美賣掉其持有的元氣株式會社股票。
- 2005年4月1日，科樂美吸收合併科樂美電腦娛樂工作室（コナミコンピュータエンタテインメントスタジオ）、科樂美電腦娛樂東京（コナミコンピュータエンタテインメント東京）、科樂美電腦娛樂日本（コナミコンピュータエンタテインメントジャパン）、科樂美線上（コナミオンライン）與科樂美媒體娛樂（コナミメディアエンタテインメント）。
- 2005年4月11日，科樂美取得Hudson Soft的超過50%股權。
- 2005年4月25日，科樂美賣掉其持有的株式會社特佳麗股票，但持續業務提攜關係。
- 2006年2月1日，科樂美與Internet Initiative Japan（株式会社インターネットイニシアティブ）合作設立Internet Revolution（株式会社インターネットレボリューション），經營入口網站《i-revo》。
- 2006年3月31日，科樂美實施控股公司制度，實施下列2項政策，確立科樂美三大事業群（數位娛樂、健康服務、遊戲及系統）：
  - 科樂美體育（コナミスポーツ）完全子公司化，並與科樂美體育生活（コナミスポーツライフ）合併為科樂美體育&生活（コナミスポーツ&ライフ）。
  - 科樂美的遊戲事業獨立為科樂美數位娛樂（コナミデジタルエンタテインメント）。
- 2006年5月31日，科樂美收購Combi株式會社（コンビ株式会社）旗下的Combi Wellness（コンビウェルネス），Combi Wellness成為科樂美的子公司。
- 2006年10月2日，Mega Cyber（株式会社メガサイバー）成為科樂美的子公司。
- 2007年4月1日，Mega Cyber被科樂美數位娛樂吸收合併。
- 2007年5月，科樂美集團事業據點集中遷至東京都港區赤坂東京中城，地址為東京都港區赤坂9丁目7番2號。
- 2008年3月，科樂美收購東京電力的子公司Sportsplex Japan（スポーツプレックス・ジャパン株式会社），Sportsplex Japan成為科樂美的子公司。
- 2008年4月1日，Sportsplex Japan成為科樂美體育&生活的子公司。
- 2008年6月30日，Sportsplex Japan被科樂美體育&生活吸收合併。
- 2009年8月7日，科樂美精品世界官方網站關閉，其機能完全轉移至科樂美購物網站《konamistyle》。
- 2011年4月1日，科乐美收购Hudson Soft，将其收为子公司。
- 2012年3月1日，科樂美數位娛樂吸收合并Hudson Soft。
- 2012年6月，科樂美董事長兼總經理上月景正辭總經理職，其次子上月拓也接任總經理。
- 2012年8月，科樂美的附屬有限公司Konami Digital Entertainment Pte. Ltd.在新加坡成立。
- 2013年4月，設在英國溫莎的Konami Digital Entertainment B.V.成立。
- 2013年6月，設在東京都中央區的「科樂美創意中心銀座」（コナミクリエイティブセンター銀座）成立。
- 2013年9月，設於美國的“洛杉磯工作室”（小岛工作室）成立。
- 2015年10月1日，科樂美改名為「科樂美控股株式會社」（コナミホールディングス株式会社），英文全名為「Konami Holdings Corporation」，定位為純控股公司。
- 2016年11月，科樂美宣布，科樂美數位娛樂的街机游戏部门分拆至新公司「Konami Amusement」（株式会社コナミアミューズメント）營運[10]。
- 2022年7月1日，科樂美控股改名為「科樂美集團株式會社」（コナミグループ株式会社），英文全名為「Konami Group Corporation」。

## 歷代商標

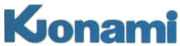
科樂美第一代商標，使用於1981年3月至1986年7月，底線有Soft Ware
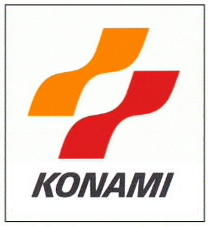
科樂美第二代商標，使用於1986年8月至1998年10月
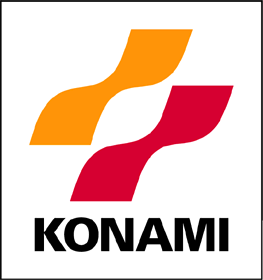
科樂美第三代商標，使用於1998年10月至2003年3月31日
科樂美第四代商標，使用於2003年4月1日至今

## 關聯項目
- 573：在日语中，「573」（ごなみ）和「Konami」（科乐美）是諧音，因此被用作科乐美及其子公司名称的代称。並作為其部分遊戲之通關密碼。